# Cacophis squamulosus
Cacophis squamulosus (hay còn có tên gọi thông thường là golden-crowned snake ở một số nước ngoài dùng tiếng Anh) là một loài rắn trong họ Rắn hổ. Loài này được Duméril, Bibron & Duméril mô tả khoa học đầu tiên năm 1854. Đây là loài rắn đặc hữu của Úc.

## Phạm vi địa lý
Cacophis squamulosus được bản địa hóa ở miền đông nước Úc, từ Canberra, lãnh thổ Thủ đô Úc, đến Cairns, Queensland.

## Môi trường sống

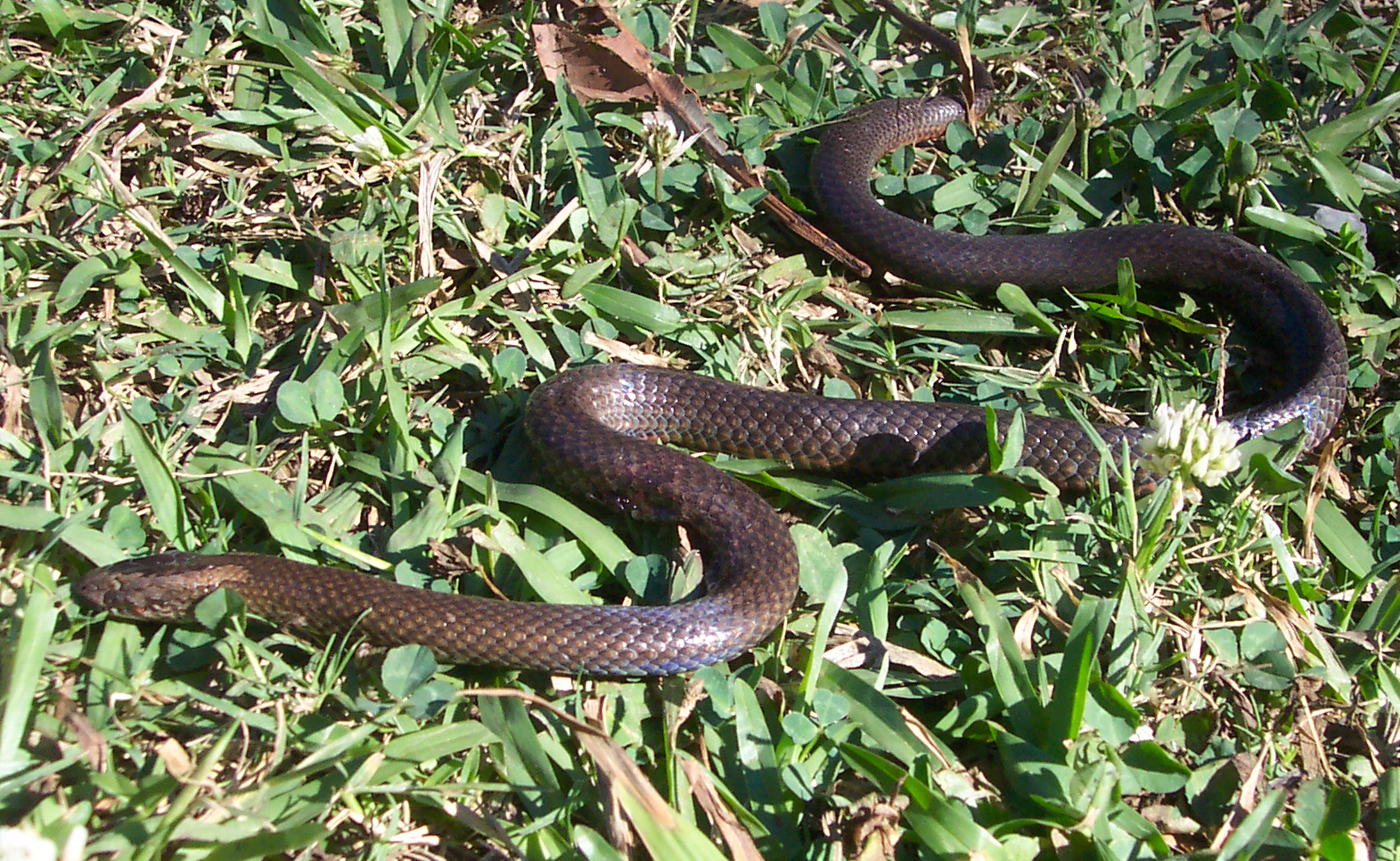
Một cá thể Cacophis squamulosus trên bãi cỏ

Tương tự như các loài rắn cùng chi Cacophis khác, Cacophis squamulosus chuyên sống trong các khu rừng, đặc biệt là rừng mưa. Dù thích các khu vực rừng sâu hơn, đặc biệt là rừng mưa trên các sườn núi, tuy nhiên chúng cũng có thể xuất hiện ở các vùng ngoại ô gần sông nước hoặc môi trường ẩm ướt có lớp phủ nền đất và nơi trú ẩn.

## Thức ăn
Cacophis squamulosus là động vật săn mồi vào ban đêm. Chúng tìm những con thằn lằn đang ngủ dựa vào mùi hương, đưa chúng ra khỏi nơi ẩn náu vào ban đêm. Chúng cũng ăn ếch và rắn mù.

## Nọc độc
Cacophis squamulosus có nọc độc nhẹ. Chúng sẽ cắn vô tội vạ nếu bị đe dọa, đồng thời cuộn thành hình chữ S để phô ra sắc tố bụng màu cam sáng. Vết cắn của những cá thể lớn hơn có thể gây nguy hiểm cho sức khoẻ. Có khả năng cao là chúng chỉ cố tự vệ trước những người mà chúng cảm thấy nguy hiểm.

## Phương thức sinh sản
Cacophis squamulosus sinh sản bằng cách đẻ trứng. Chúng đẻ từ 2 đến 15 quả trứng, trung bình khoảng 6 quả. Trứng loài này được đẻ vào tháng 1 và nở vào tháng 3. Những cá thể rắn cái mang thai được quan sát thấy nằm trên những con đường ấm áp vào ban đêm, có thể để hỗ trợ quá trình ấp trứng. Khi mới sinh, rắn con có tổng chiều dài khoảng 16 cm.